# Tabriz International Airport
De luchthaven Tabriz International Airport (Perzisch: فرودگاه بین المللی تبریز) bevindt zich enkele kilometers noordwest van de stad Tabriz in de provincie Oost-Azerbeidzjan in Iran. Het vliegveld doet ook dienst als Iraanse luchtmachtbasis.

## Luchtvaartmaatschappijen en bestemmingen
| luchtvaartmaatschappij | bestemmingen                                                                       |
| ---------------------- | ---------------------------------------------------------------------------------- |
| Ata Airlines           | Damascus, Istanboel-Atatürk, Kish, Mashhad, Teheran-Mehrabad                       |
| Bulgaria Air           | Varna                                                                              |
| Caspian Airlines       | Damascus, Dubai, Mashhad, Tehran-Mehrabad                                          |
| Iran Air               | Ahvaz, Bandar Abbas, Isfahan, Istanbul-Atatürk, Tehran-Mehrabad                    |
| Iran Air Tours         | Mashhad, Tehran-Mehrabad                                                           |
| Iran Aseman Airlines   | Shiraz, Tehran-Mehrabad                                                            |
| Kish Air               | Asalouyeh, Damascus, Dubai, Istanbul-Sabiha Gökçen, Kish, Mashhad, Tehran-Mehrabad |
| Naft Airlines          | Mahshahr, Tehran-Mehrabad                                                          |
| Turkish Airlines       | Istanbul-Atatürk                                                                   |

## Ongelukken
- Op 25 augustus 2010 kwam een Fokker 100 van Iran Aseman Airlines tijdens de landing voorbij het einde van de landingsbaan terecht. Het vliegtuig raakte zwaar beschadigd.[1]